# Isakas Vistaneckis
Isakas Vistaneckis (später Itzhak Vistinietzki, * 29. September 1910 in Marijampolė, Russisches Kaiserreich, heute Litauen; † 30. Dezember 2000 in Tel Aviv, Israel) war ein litauischer beziehungsweise sowjetischer, später israelischer Schachspieler.

## Leben
Vistaneckis spielte Schach ab seinem 10. Lebensjahr. Als er 13 Jahre alt war, starb seine Mutter. Beim Studium jobbte er als Akrobat im Zirkus. Von 1927 bis 1932 absolvierte er das Studium der Rechtswissenschaft an der Fakultät  für Rechte an der Vytauto Didžiojo universitetas in Kaunas und wurde Jurist. Vistaneckis gewann viermal die Meisterschaft der litauischen SSR (1941, 1954, 1956 und 1959). Mit der litauischen Mannschaft nahm er an den Schacholympiaden 1930, 1931, 1933, 1935 und 1937 und der inoffiziellen Schacholympiade Schach-Olympia 1936 teil. Er arbeitete als Trainer und Journalist. 1946 organisierte er den Schachunterricht im Judenhaus Vilnius. Später trainierte er Eduardas Rozentalis und Marija Lichtenfeld. Ab 1980 lebte er in Israel, seitdem trug er den Namen Itzhak Vistinietzki.
Seine höchste Elo-Zahl von 2340 hatte er im Juli 1987, seine höchste historische Elo-Zahl vor Einführung der Elo-Zahlen betrug 2534 im Februar 1958.
Vistaneckis war auch im Fernschach aktiv, ihm wurde 1970 der Titel eines Internationalen Fernschachmeisters verliehen.